# ヴラスティミル・レイセク
ヴラスティミル・レイセク（Vlastimil Lejsek, 1927年7月21日 - 2010年3月12日）は、チェコスロバキア出身のピアノ奏者。
ブルノの生まれ。ブルノ音楽院でフランティシェク・シェーファー、プラハ音楽院でフランティシェク・マクシアーンの各氏にピアノを学び、ズデニェク・ブラジェクに作曲の個人指導を受けた。後に妻となるヴェラ・クラーロヴァーとピアノ・デュオを組み、ピアノ奏者としては、夫婦でのデュオを中心に活動した。1955年からヤナーチェク音楽院で教鞭をとり、1978年には妻のヴェラとともにフランツ・シューベルト国際ピアノ・デュオ・コンクールを創始した。
ブルノにて没。